# Voyelle ouverte antérieure non arrondie
La voyelle ouverte (ou basse) antérieure non arrondie est une voyelle utilisée dans de nombreuses langues. Son symbole dans l'alphabet phonétique international est [a], et son équivalent en symbole X-SAMPA est a.

## Symbole API
Le symbole dans l’alphabet phonétique international est la lettre a. Celle-ci est aussi très souvent employé pour la voyelle ouverte centrale non arrondie, cette utilisation étant acceptée par l'Association phonétique internationale. Comme aucune langue ne fait de distinction entre voyelles ouvertes antérieures et centrales, des symboles séparés sont inutiles. S'il est nécessaire, la différence peut être spécifiée à l'aide du diacritique central, [ä].

## Caractéristiques
- Son degré d'aperture est ouvert, ce qui signifie que la langue est positionnée aussi loin que possible du palais.
- Son point d'articulation est antérieur, ce qui signifie que la langue est placée aussi loin que possible à l'avant de la bouche. Cependant, comme précisé plus haut, il peut aussi être central, ce qui signifie que la langue est placée au milieu de la bouche, à mi-chemin entre une voyelle postérieure et une voyelle antérieure.
- Son caractère de rondeur est non arrondi, ce qui signifie que les lèvres ne sont pas arrondies.

## Langues
Ce son apparaît dans la plupart des langues. Pour celles qui ne possèdent qu'une seule voyelle ouverte, on utilise généralement le symbole (a) car c'est le seul à appartenir à l'alphabet latin de base. Cependant, dans toutes les langues ci-dessous, à l'exception de l'igbo, la voyelle "a" est plus proche de la centrale [ä] que de l'antérieure [a] :
- Français : la [la].
- Afrikaans dak [da̠k] « toit ».
- Allemand ratte ['ʀatə] « rat » (le point d'articulation peut être reculé, selon le dialecte).
- Arabe  أنا  [anaː]
- Espagnol : rata [ˈrata] « rat ».
- Igbo :  ákụ́ [ákú̙] « noyau ».
- Italien : padre [ˈpadre] « père ».
- Japonais : 蚊 (ka) [ka̠] « moustique ».
- Néerlandais : zaal [zaːl] « salle » (le point d'articulation peut être reculé, selon le dialecte et la génération du locuteur).
- Roumain : cal [kal] « cheval ».
- Suédois : bank [baŋk], « banque ».
- Vietnamien : tay [tǣj] « bras/main »